# Las Chelemeras
Las Chelemeras es un colectivo de mujeres de origen maya que participan en la restauración del ecosistema de manglares en la zona de Chelem en el estado de Yucatán, hoy en día considerado un área natural protegida. Estas mujeres se organizan para restaurar estos ecosistemas dañados por el desarrollo del turismo y la urbanización. En 2023 recibieron el premio  Fundación Blue Marine en la categoría de Héroes Locales.

## Origen
El puerto de Chelem se ubica aproximadamente a 51 kilómetros al norte de Mérida, y cuenta con unas 100 hectáreas de manglar rojo y negro, hábitat de abundandantes especies como cocodrilos, mojarras y aves. Denominada la reserva de la Biósfera Los Petenes. 
Esta iniciativa de intervención ecológica y reforestación inició en 2010 bajo la guía de un grupo técnico y científico del Laboratorio de Producción Primaria del Cinvestav Unidad Mérida, lidereado por Jorge Herrera y Claudia Teutli-Hernández de la UNAM Unidad Mérida. Quienes preocupados por el deterioro y deforestación del ecosistema del mangle, convocaron hombres de la localidad para participar en un proyecto de cuidado ecológico y medio ambiental. Debido a lo poco atractivo del salario, no se interesaron, por lo que involucraron a sus esposas y a otras pobladoras.
Las Chelemeras adoptaron su nombre al ser originarias del pueblo pescador de Chelem, este grupo está conformado por 18 mujeres que van desde los 27 a los 84 años quienes se han vuelto custodias y guardianas de esta zona, esta colectiva ha restaurado más de 100 hectáreas del manglar en el puerto de Progreso y Yucalpetén.
Estas mujeres mayas aparte de ser sostén económico de sus familias, se han constituido como un modelo de inspiración para concientizar sobre la importancia de los manglares y ciénegas del lado norte de Yucatán. Son un referente para su comunidad y para otras localidades costeras como Celestún, Dzilam o Sisal.

## Actividades que realizan
El trabajo de reforestación consiste en la construcción de canales o tarquinas, la limpieza de las vías fluviales existentes para que entre agua fresca a las zonas deforestadas o degradadas, así como eliminar el exceso de salinidad del terreno.
Las Chelemeras construyen viveros de mangle que consiste en la formación de pequeñas barreras con postes de madera y mallas para que las plántulas se queden y arraiguen, en lugar de ser arrastradas al mar. El uso de este método significa que no se ha plantado ni una sola semilla para la reforestación de los manglares. En algunos casos transportan sedimentos y colocan las plántulas.
Las mujeres jóvenes realizan las actividades que requieren esfuerzo físico y las mayores, tejen las mallas. Otras actividades consisten en mantener libre de basura las áreas naturales protegidas.

“El trabajo que estas mujeres hacen es un proyecto icónico porque son mujeres que han pasado sólo de hacer zanjas para los flujos de agua a ser ahora completas restauradoras de manglar”,

## Importancia de su trabajo
Las Chemeleras al cuidar los manglares ayudan a mitigar inundaciones y a regular la temperatura, algo de lo que actualmente está padeciendo Mérida. El mangle actúa como barrera natural contra las inundaciones y las marejadas ciclónicas, protegiendo las costas de la erosión y los daños causados por tormentas y huracanes. Además, funcionan como criaderos y refugios para una amplia variedad de especies marinas y terrestres, incluyendo peces, crustáceos, aves y reptiles.
De las más de 900.000 hectáreas de manglares de México, el 60% se encuentra en la península de Yucatán. Su protección es crucial para la supervivencia tanto de las comunidades como del hábitat; fauna y flora locales.

## Premio Internacional
A nivel internacional este colectivo fue reconocido por la Fundación Blue Marine con el Ocean Award Local Hero, consolidándolas como refetente en el cuidado y restauración ecológica, así como ejemplo de compromiso ambiental y comunitario. Este premio es para reconocer a las personas o grupos que realizan actividades extraordinarias para salvar los mares y fueron ganadoras entre 94 participantes.
Este grupo de mujeres que aman su tierra se suma a la defensa de su territorio emprendiendo acciones para asegurar un futuro sostenible para las nuevas generaciones.